# ابوالفضل شهرجردی
ابوالفضل شهرجردی (زاده سال ۱۳۷۴ در اراک) کاراته‌کا اهل ایران است. شهرجردی سه مدال بازی‌های همبستگی کشورهای اسلامی و پنج مدال در مسابقات کاراته قهرمانی آسیا دارد. وی موفق شد به همراه هم تیمی‌های خود(علی زند و میلاد دلیخون) اولین مدال تاریخ کاتای تیمی بزرگسالان مردان ایران را در مسابقات جهانی مادرید اسپانیا درسال ۲۰۱۸ کسب نماید.

## زندگی‌نامه
شهرجردی در سن ۵ سالگی ورزش کاراته را زیر نظر پدرش قاسم شهرجردی آغاز نمود و پس کسب عناوین مختلف قهرمانی در رده‌های سنی پایه به عضویت تیم ملی درآمد و در حال حاضر او نیز ملی پوش کاتای انفرادی و کاتای تیمی تیم کاراته جمهوری اسلامی ایران می‌باشد.